# Іран на зимових Олімпійських іграх 1968
Іран на зимових Олімпійських іграх 1968 року, які проходили у французькому місті Гренобль, був представлений 4 спортсменами (усі чоловіки) в одному виді спорту: гірськолижний спорт. Прапороносцем на церемонії відкриття Олімпійських ігор був гірськолижник Ованес Мегурдонян.
Іран втретє взяв участь у зимових Олімпійських іграх. Іранські спортсмени не здобули жодної медалі.

## Учасники
За видом спорту і статтю
| Вид спорту          | Чоловіки | Жінки | Разом |
| ------------------- | -------- | ----- | ----- |
| Гірськолижний спорт | 4        | 0     | 4     |
| Разом               | 4        | 0     | 4     |

## Гірськолижний спорт
| Спортсмен           | Дисципліна                   | Кваліфікаційний спуск 1 | Кваліфікаційний спуск 1 | Кваліфікаційний спуск 1 | Кваліфікаційний спуск 2 | Кваліфікаційний спуск 2 | Кваліфікаційний спуск 2 | Фінал      | Фінал      | Фінал      | Місце |
| Спортсмен           | Дисципліна                   | Гіт                     | Місце                   | Час                     | Гіт                     | Місце                   | Час                     | Спуск 1    | Спуск 2    | Разом      | Місце |
| ------------------- | ---------------------------- | ----------------------- | ----------------------- | ----------------------- | ----------------------- | ----------------------- | ----------------------- | ---------- | ---------- | ---------- | ----- |
| Фейзолла Бандалі    | слалом, чоловіки             | D                       | 58.90                   | 4                       | D                       | дискваліфікований       | дискваліфікований       | не пройшов | не пройшов | не пройшов | —     |
| Фейзолла Бандалі    | гігантський слалом, чоловіки |                         |                         |                         |                         |                         |                         | 2:05.44    | 2:04.64    | 4:10.08    | 70    |
| Фейзолла Бандалі    | швидкісний спуск, чоловіки   |                         |                         |                         |                         |                         |                         | 2:27.07    | 2:27.07    | 2:27.07    | 68    |
| Лотфолла Кіашемшакі | слалом, чоловіки             | C                       | 57.18                   | 5                       | C                       | не фінішував            | не фінішував            | не пройшов | не пройшов | не пройшов | —     |
| Лотфолла Кіашемшакі | гігантський слалом, чоловіки |                         |                         |                         |                         |                         |                         | 2:05.10    | 2:07.45    | 4:12.55    | 71    |
| Лотфолла Кіашемшакі | швидкісний спуск, чоловіки   |                         |                         |                         |                         |                         |                         | 2:23.60    | 2:23.60    | 2:23.60    | 66    |
| Ованес Мегурдонян   | слалом, чоловіки             | P                       | не фінішував            | не фінішував            | P                       | 1:03.41                 | 3                       | не пройшов | не пройшов | не пройшов | 80    |
| Ованес Мегурдонян   | гігантський слалом, чоловіки |                         |                         |                         |                         |                         |                         | 2:08.10    | 2:08.58    | 4:16.68    | 73    |
| Ованес Мегурдонян   | швидкісний спуск, чоловіки   |                         |                         |                         |                         |                         |                         | 2:30.25    | 2:30.25    | 2:30.25    | 69    |
| Алі Савех-Шемшакі   | слалом, чоловіки             | E                       | 57.93                   | 4                       | E                       | 57.87                   | 2                       | не пройшов | не пройшов | не пройшов | 67    |
| Алі Савех-Шемшакі   | гігантський слалом, чоловіки |                         |                         |                         |                         |                         |                         | 2:17.78    | 2:05.94    | 4:23.72    | 77    |
| Алі Савех-Шемшакі   | швидкісний спуск, чоловіки   |                         |                         |                         |                         |                         |                         | 2:47.88    | 2:47.88    | 2:47.88    | 73    |